# Friedrich Poske (Marineoffizier)
Hans-Georg Friedrich „Fritz“ Poske (* 23. Oktober 1904 in Berlin-Schöneberg; † 1. Oktober 1984 in Wachtberg-Niederbachem) war ein deutscher Marineoffizier und Grenzschutzbeamter, zuletzt im Dienstgrad eines Kapitäns zur See der Bundesmarine. Von 1951 bis 1956 war er der Leiter des Seegrenzschutzes. Er war Sohn des Pädagogen Friedrich Poske.

## Reichs- und Kriegsmarine
Poske trat nach dem Abitur im April 1923 als Offizieranwärter (Matrose FmR (Freiwilliger mit Reifeprüfung)) in die Reichsmarine ein. 1927 zum Leutnant zur See befördert diente er auf verschiedenen Überwasserschiffen und einigen Landeinheiten. Am 1. Januar 1939 wurde Poske zum Korvettenkapitän befördert. Bei Beginn des Zweiten Weltkriegs war er Navigationsoffizier auf dem Linienschiff Schlesien und diente anschließend auf den Leichten Kreuzern Nürnberg und Königsberg. Von Juni bis Oktober 1940 war er Kommandant des als Minenleger eingesetzten Avisos Grille.
Im November 1940 begann Poske seine Ausbildung zum U-Boot-Kommandanten, die bis Mai 1943 dauerte. Von Juli 1941 bis Januar 1943 unternahm er als Kommandant mit dem U-Boot U 504 Feindfahrten (01.1941: 4 Schiffe mit insgesamt 26.561 t versenkt, 07.1942: 6 Schiffe mit insgesamt 36.156 t versenkt) und wurde für seine Erfolge am 6. November 1942 mit dem Ritterkreuz des Eisernen Kreuzes ausgezeichnet. Er wurde am 1. Februar 1943 zum Fregattenkapitän befördert und diente dann als Kommandeur der 1. Unterseebootslehrdivision in Pillau. Am 1. Oktober 1943 folgte die Beförderung zum Kapitän zur See. Als Angehöriger des Marinewehramts geriet er im Mai 1945 in britische Kriegsgefangenschaft, aus der er im März 1946 entlassen wurde.

## Nachkriegszeit und Seegrenzschutz
Nach der Entlassung aus der Gefangenschaft schlug sich Poske zunächst als Handwerker, Binnenschiffer, Lagerarbeiter und kaufmännischer Angestellter durch, bevor er mit seiner Frau in Bremen einen Kaffeeversandhandel aufbauen konnte. Zur Vorbereitung auf diese Aufgabe ließ er sich zum Kaufmannsgehilfen ausbilden.
Im Januar 1951 wurde Poske von den ehemaligen Admiralen Heye und Wagner angesprochen, ob er sich am Aufbau des Seegrenzschutzes, der als Teil des Bundesgrenzschutzes (BGS) entstehen sollte, beteiligen wolle. Nach zögerlicher Zusage trat er im Mai 1951 seinen Dienst im Bundesministerium des Innern an. Der Seegrenzschutz wurde unabhängig vom restlichen BGS direkt aus dem Ministerium durch das neu eingerichtete Referat VI C 6 geführt, dessen Leiter Poske offiziell am 15. Juli 1952 wurde. Zunächst als „Oberstabskapitän im BGS“ eingestellt, der einem Oberstleutnant im übrigen BGS entsprach, erhielt er am 1. Oktober 1953 den Dienstgrad eines „Kapitäns im BGS“ (Oberst). Poske blieb bis zur Auflösung des Seegrenzschutzes und seiner Überführung in die Bundesmarine am 1. Juli 1956 dessen Leiter.

## Bundesmarine
Bei der Auflösung des Seegrenzschutzes wurde dessen Personal fast geschlossen in die Bundesmarine übernommen. Als Stabsoffizier musste sich Poske dem Personalgutachterausschuss vorstellen, der Soldaten, die für die Einstellung mit dem Dienstgrad vom Oberst an aufwärts vorgesehen waren, auf ihre persönlichen Eignung zu prüfen hatte. Poske erhielt nur eine bedingte Zustimmung, weil er darauf bestanden hatte, seine Loyalität zu dem in jener Zeit noch immer als Kriegsverbrecher einsitzenden Großadmiral Karl Dönitz durch ein Bild auf seinem Schreibtisch zu dokumentieren. Deshalb wurde bei seiner Übernahme die Beförderung in einen Admiralsdienstgrad ausgeschlossen.
Poske trat seinen Dienst am 1. Juli 1956 im Führungsstab der Marine an und leitete dort zuerst das Haushalts- später das Organisationsreferat. Zum Kapitän zur See wurde er am 1. Juli 1956 ernannt. Am 1. November 1960 wurde er Chef des Stabes beim Kommando der Flottenbasis und trat von hier am 31. März 1963 in den Ruhestand.

## Ruhestand
Nach der Pensionierung ging Poske bis 1972 einer Industrietätigkeit nach. Außerdem engagierte er sich kommunalpolitisch und war bis 1979 Mitglied des Gemeinderats in Wachtberg-Niederbachem.